# Alada'ertu
Alada'ertu (kinesiska: 阿拉达尔吐, 阿拉达尔吐苏木) är en socken i Kina. Den ligger i socknen Alada'ertu, den autonoma regionen Inre Mongoliet, i den norra delen av landet, omkring 1 100 kilometer nordost om regionhuvudstaden Hohhot.
Genomsnittlig årsnederbörd är 811 millimeter. Den regnigaste månaden är juli, med i genomsnitt 328 mm nederbörd, och den torraste är februari, med 5 mm nederbörd.